# 비너스의 탄생 (부그로)
《비너스의 탄생》(프랑스어: La Naissance de Vénus, 영어: The Birth of Venus)은 19세기 프랑스 화가 윌리엄 아돌프 부그로의 가장 유명한 그림 중 하나이다. 이 작품은 비너스가 바다에서 태어나는 모습 자체를 묘사한 것이 아니라, 조개껍데기 위의 완전히 성숙한 여성의 모습으로 바다에서 키프로스의 파포스로 이동하는 모습을 묘사하고 있다. 이 작품 속 비너스는 조각상 《밀로의 비너스》와 마찬가지로 여성의 몸매와 아름다움에 대한 고대 그리스와 로마의 이상을 구현한 인물로 여겨진다.

## 설명

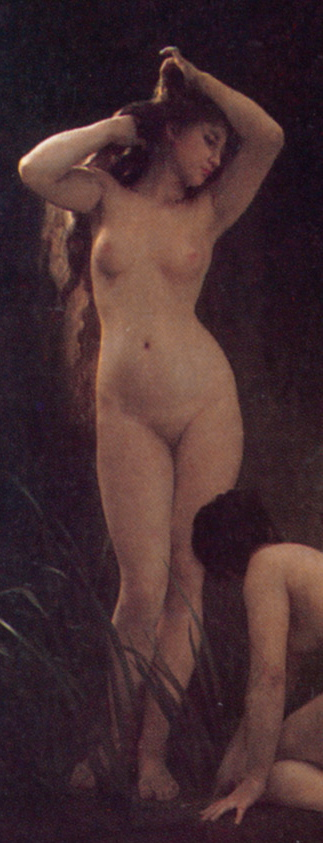
부그로가 1878년에 그린 《님파에움》 속 님프의 모습. 비너스의 모습은 이 님프로부터 확대되었다.

그림 중앙에는 비너스가 가리비 껍질 위에 알몸으로 서 있으며 비너스의 상징 중 하나인 돌고래가 이를 끌고 있다. 큐피드와 그의 연인 프시케를 포함한 15명의 푸티, 그리고 여러 님프와 켄타우로스가 비너스의 도착을 보기 위해 모였다. 대부분의 인물들이 그녀를 바라보고 있으며, 켄타우로스 중 두 명은 고둥과 나팔고둥을 불어 그녀의 도착을 알리고 있다.
비너스는 여성의 아름다움과 형체의 화신으로 여겨지며 이러한 특징이 그림에 나타나 있다. 그녀의 긴 머리는 한쪽으로 기울어져 있고, 그녀의 평온한 얼굴 표정은 그녀가 나체임에도 불구하고 차분하고 편안하다는 것을 보여준다. 그녀는 팔을 들어 허벅지까지 오는 갈색 머리를 정리하고, 몸의 "S"자 곡선을 강조하며 콘트라포스토 자세를 취하고 있다.
《비너스의 탄생》속 비너스의 형상은 1년 전인 1878년에 부그로가 그린 《님파에움》 속 왼쪽에 있는 님프를 확대한 것이다. 《님파에움》 속 님프는 비너스보다 약간 더 말랐으며, 가슴은 더 풍만하고 둥글다. 한편 비너스의 콘트라포스토는 더욱 강렬하고, 머리카락도 님프의 머리카락보다 더 길고 밝지만, 두 인물의 배열은 거의 동일하다.
그림의 왼쪽 상단에는 구름 속의 그림자가 있는데, 이는 붓을 든 듯한 주먹을 들어올린 화가의 머리와 어깨, 팔 실루엣으로 추측된다.